# Jacoona lina
Jacoona lina är en fjärilsart som beskrevs av John Nevill Eliot 1959. Jacoona lina ingår i släktet Jacoona och familjen juvelvingar. Inga underarter finns listade i Catalogue of Life.